# Mercat de la Concepció
El Mercat de la Concepció és un edifici situat als carrers de l'Aragó i de València de la Dreta de l'Eixample de Barcelona, catalogat com bé cultural d'interès local.

## Història

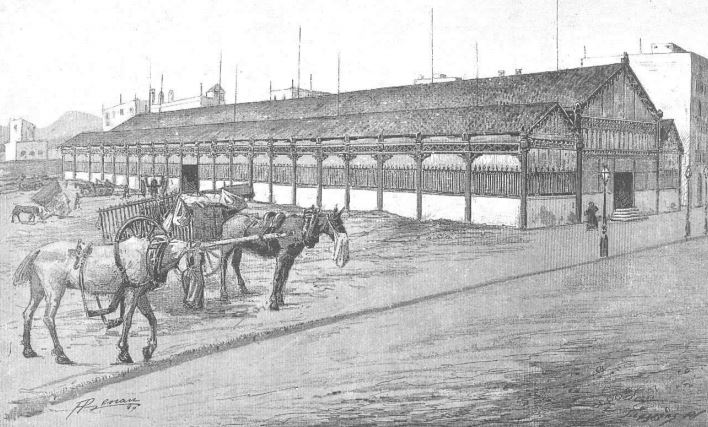
El mercat el 1890

L'any 1871 s'havia iniciat el trasllat de l'església del Monestir de Jonqueres a l'actual Església de la Concepció, i uns anys més tard, el 1884, l'Ajuntament de Barcelona comprà els terrenys veïns als germans Lluís i Joaquim Vilavecchia i Busquets i al seu cunyat Aleix Vidal-Quadras i Ramon, i encarregà el projecte a l'arquitecte Antoni Rovira i Trias. El nou mercat fou bastit entre 1887 i 1888, dins el marc de l'Exposició Universal de Barcelona, i l'estructura metàl·lica va ser realitzada per La Maquinista Terrestre i Marítima.
Entre els anys 1996 i 1998, fou reformat en profunditat per l'arquitecte Albert de Pineda i Álvarez, l'arquitecte tècnic Santiago Re i l'enginyer Ferran Fernández. Per tal d'adaptar-lo a les exigències actuals de venda, s'hi va excavar una planta soterrani per a aparcament de vehicles i noves cambres de servei. A l'interior, es van modificar lleugerament els nivells de paviment per a adaptar l'espai a les normatives d'accessibilitat, i a les façanes es van suprimir part del sòcol i les reixes, substituïts per nous tancaments de vidre i persianes de fusta.

## Descripció
De planta basilical, el mercat s'articula amb una nau central de gran llum de (20 m d'amplada i 13,45 m d'alçada) flanquejada per dues naus de menor llum (8 m d'amplada i 7,8 m d'alçada). L'edifici abraça una superfície de 4.010 m² (105 m de llarg per 35,5 m d'ample). Les principals línies estructurals de l'edifici s'expliquen, tant en planta com en alçat, a través de la utilització del ferro colat en els elements sostentants (columnes) i del ferro forjat en els elements portants (encavallades i dobles jàsseres de reixa). Efectivament tota l'estructura del mercat se sosté sobre un total de 84 pilars de fosa que, a les façanes es converteixen en pilars columnaris amb capitell i permòdols, formant crugies modulars entrellaçades per mitjà de jàsseres metàl·liques. El resultat de la utilització d'aquesta tècnica modular (ja emprada en els mercats del Born i de Sant Antoni) fou un gran espai cobert i lliure de compartimentacions.
Els tancaments exteriors consisteixen en un basament de pedra de Montjuïc sobre el que reposa una reixa formada per barrots de fosa profusament ornamentats. Les façanes dels carrers d'Aragó i de València (que van perdre el tancament original durant la darrera reforma) traslladen l'estructura interna de l'edifici per mitjà de tres cossos a doble vessant. El cos central, de majors dimensions, inclou una galeria d'arcs de mig punt en forma de tribuna. Els tres cossos son coronats per llurs frontons triangulars de ferro laminat, decorats amb cartel·les en els acroteris dels angles.
La coberta, constituïda per tres teulades de doble vessant, està revestida amb teules planes de ceràmica vidrada bicolor, formant una decoració en ziga-zaga.